# Asperges me

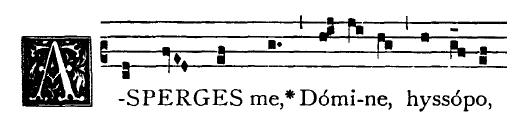
Incipit o inicio Asperges, del Liber Usualis.

Asperges me es una antífona procesional de origen galicano (tiene varias versiones melódicas), que evoca las aspersiones lustrales (Sal. 50, 9) que efectuaban los judíos rociando a los fieles con ramas de hisopo (ezov en hebreo, hyssopos en griego). Se canta mientras el preste rocía con agua bendita a los fieles antes de dar comienzo a la misa solemne del domingo en el rito llamado Asperges.
"Asperges me" suele preceder en las catedrales, monasterios y parroquias a la Misa mayor de los domingos.
Es la Aspersión del agua bendita, que consiste en rociar con ella el altar, los ministros y todos los asistentes, entre tanto que el Coro canta la antífona “Asperges me” (en Tiempo Pascual “Vidi aquam”), el principio del salmo “Miserere”, varios versículos y una Oración al Ángel de la Guarda.
El objeto de este rito es extremar la purificación del altar y de los fieles antes de comenzar el acto del Sacrificio e invocar sobre ellos la asistencia del Santo Ángel, “para que los guarde a todos, los enfervorice, los proteja y los visite” en este momento solemne.
El agua que se usa para la Aspersión ha de haber sido bendecida el mismo domingo, cosa que exige la Iglesia no solamente para evitar la corrupción del líquido, sino también para indicar a los fieles que la semana religiosa ha de iniciarse con una renovación espiritual.
Este rito de la Aspersión es obligatorio en las catedrales y colegiatas; suele practicarse en las iglesias de los regulares, y puede realizarse en las parroquias, donde el acto purificador asume una importancia mayor, por beneficiar a toda la familia parroquial.
En los monasterios (por lo menos en los benedictinos), de donde probablemente proviene este rito, la “aspersión” se extiende a todas las dependencias conventuales.

## Texto
Asperges me, Domine, hyssopo et mundabor,

Lavabis me, et super nivem dealbabor.

Miserere mei, Deus, secundum magnam misericordiam tuam

Ps.50 Miserére méi, Déus,

secúndum mágnam misericórdiam túam.

Glória Pátri, et Fílio,

et Spirítui Sáncto:

Sicut érat in princípio,

et nunc, et semper,

et in saécula sæculórum. Amen.
Me rociarás, Señor 

con el hisopo y seré purificado. 

Me lavarás y seré más blanco que la nieve. 

S. 50. Ten piedad de mi, Señor, 

según tu gran misericordia. 

Gloria al Padre y el Hijo 

y al Espíritu Santo. 

Como era en el principio, 

ahora y siempre, 

y por los siglos de los siglos Amén.

- Datos: Q5709441
- Multimedia: Asperges Me / Q5709441